# Допитливість

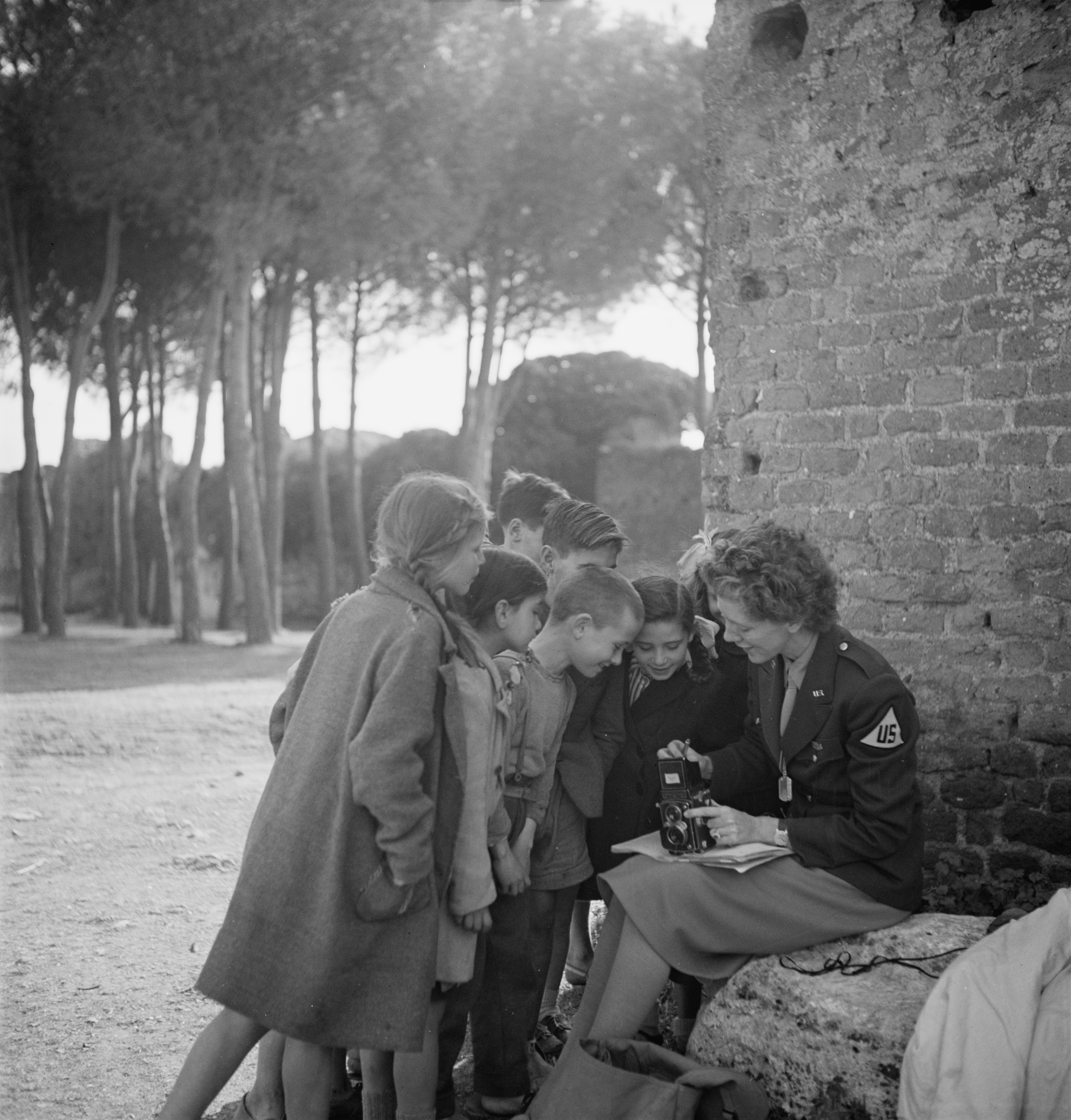
Допитливі діти зібралися довкола фотографа Тоні Фріссел і розглядають її камеру

Допи́тливість, заціка́вленість  — це якість, пов'язана з допитливим мисленням, таким як дослідження та навчання, яка спостерігається при дослідженні людини та тварин. Допитливість сильно асоціюється з всіма аспектами людського розвитку, з яких походить процес навчання та бажання отримувати знання та навички.
Термін «допитливість, зацікавленість» може також бути використаний для позначання поведінки чи емоції зацікавлення, у відношенні бажання отримувати знання чи інформацію. Допитливість як поведінка та емоція вважається рушійною силою не лише розвитку людини, а й розвитку науки, мови, промисловості.

## Причини

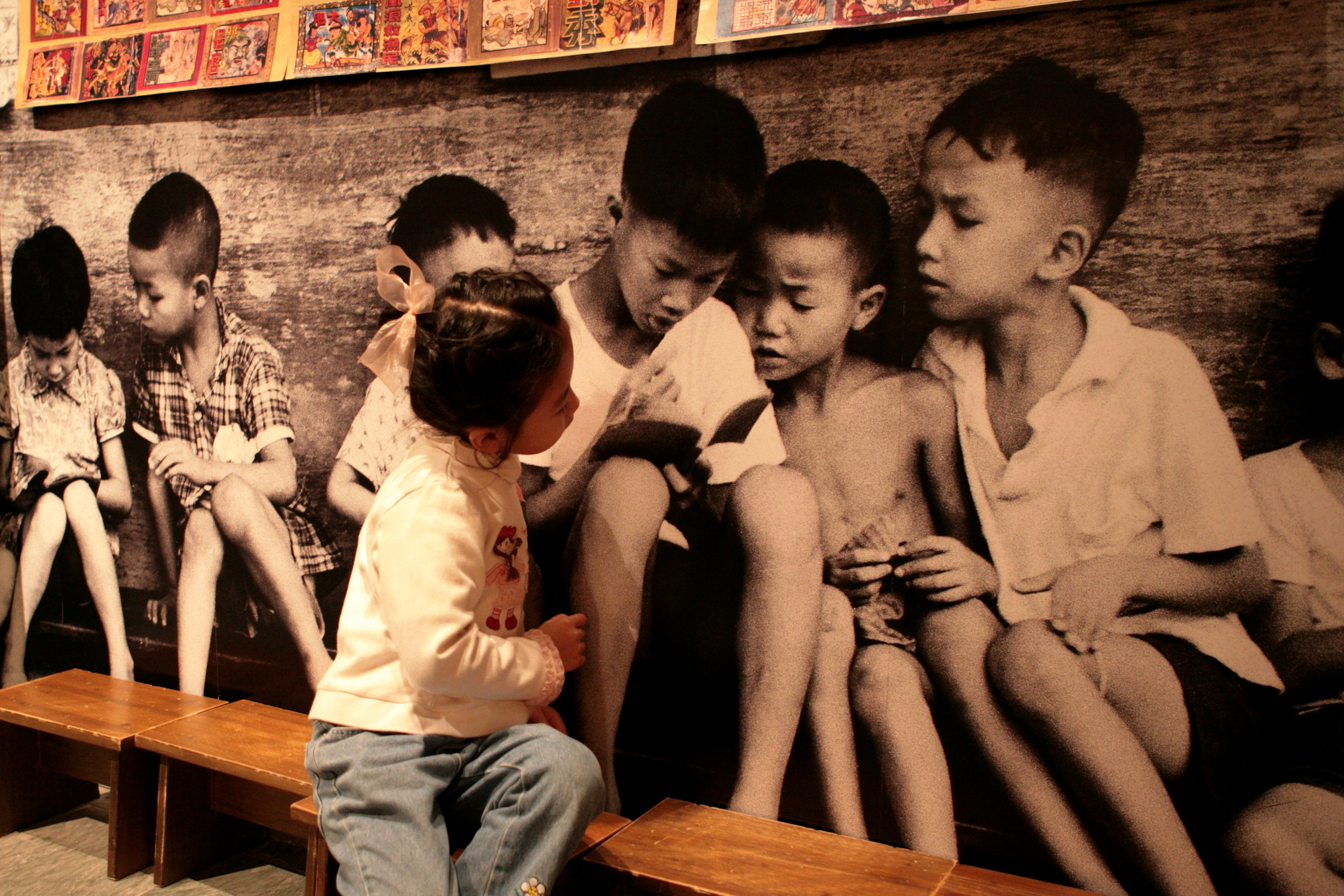
Діти поглядають через плечі один одного, щоб побачити, що читають їх друзі.

Допитливість може сприйматись як вроджена якість багатьох видів. Вона звичайна для людини будь-якого віку від немовля до дорослого, та легко спостерігається в інших видах тварин; серед них людиноподібні мавпи, коти та мишоподібні. Ранні визначання вважали допитливість мотивованим бажанням отримати інформацію, яке походило від пристрасті або жадоби знання, інформації та розуміння.
Ці традиційні уявлення про допитливість нещодавно були розширені поглядом на різницю між допитливістю як вродженою дослідницькою поведінкою, яка присутня у всіх тварин, та допитливістю як бажанням отримати знання, присутнім лише у людини.

## Теорії
Як і інші бажання та потреби, які мають апетитивні якості (наприклад, потреба у їжі), допитливість пов'язують з дослідницькою поведінкою та очікуванням винагороди. Допитливість можна описати як позитивні емоції та отримання знання ; коли з'явилась зацікавленість, вона вважається сама по собі винагороджуючою та приємною. Отримання нової інформації може також вважатись винагороджуючим, оскільки це зменшує небажані стани непевності. Наслідками намагань детальніше зрозуміти цю потребу з зменшенні станів непевності та бажання брати участь у приємних досвідах дослідницької поведінки, стали відповідні теорії допитливості.

### Теорія рушія допитливості
Теорія рушія допитливості стосується небажаних досвідів «непевності». Зменшення цих неприємних відчуттів є винагороджуючим. Ця теорія припускає, що людина бажає зв'язності та розуміння у своїх процесах мислення. Коли ця зв'язність порушується чимсь незнайомим, непевним, саме рушій допитливості намагається отримати інформацію та знання про незнайоме для відновлення зв'язного процесу мислення, а коли таке відновлення відбулось, процеси допитливості затухають. За цією теорією допитливість розвинулась виключно з бажання зрозуміти незнайомі аспекти оточення через застосування дослідницької поведінки.
Варіанти теорії рушія допитливості відрізняються в тому, чи є допитливість первинним чи вторинним рушієм, і чи такий рушій допитливості виник з внутрішньої потреби розуміння та регулювання навколишнього середовища або чи спричинений зовнішнім стимулом. Причини допитливості можуть бути від базових потреб (напр. голоду, спраги) до потреб у ситуаціях, спричинених страхом. Але кожен з таких варіантів погоджується, що допитливість виникає з ситуацій, які створюють відчуття непевності або сприймаються як неприємні, а допитливість допомагає розвіяти таку непевність. Однак ця теорія не пояснює того, що допитливість часто існує за відсутності нових чи незнайомих ситуацій і така поведінка присутня у багатьох видів тварин. Так, маленька дитина, коли нудьгує у ситуації без збуджуючого стимулу, блукатиме, доки не знайде щось цікаве.

### Теорія оптимального збудження
Теорія оптимального збудження утворилась з необхідності пояснити бажання деяких людей шукати можливості до дослідницької поведінки за відсутності непевності чи незрозумілих ситуацій. Ця теорія намагається пояснити цей аспект допитливості, припускаючи, що людина може бути вмотивована підтримувати приємний рівень збудження такою дослідницькою поведінкою.
Концепція допитливості оптимального збудження припускає, що існує бажання підтримувати оптимальний рівень збудження. Якщо стимул занадто збуджуючий, виникає поведінка «відповзання», а коли середовище нудне і не вистачає хвилювання, виникає дослідницька поведінка допоки щось оптимально збуджуюче не буде знайдено. Тобто існує вроджена мотивація шукати ідеальний баланс між станами збудження. Ця ідея намагається пояснити спостережувану поведінку допитливості навіть за відсутності непевних чи незнайомих ситуацій. Але хоча теорія оптимального збудження намагається пояснити проблемні питання теорії рушія допитливості, вона сама має внутрішні суперечності. Наприклад, якщо слід підтримувати ідеальний стан допитливості, то отримання нового знання для зняття такого стану є контрпродуктивним.

### Інтеграція у теорію шляху винагород
З урахуванням недоліків теорій рушія допитливості та оптимального збудження, були зроблені спроби інтегрувати неврологічні аспекти винагороди, очікування та задоволення у більш охоплюючу теорію допитливості. Дослідження вказують на те, що бажання отримати нову інформацію залучає мезолімбічні шляхи мозку, прямо відповідальні за активацію дофаміну. Використання цих шляхів та активація дофаміну можуть пояснити надання цінності новій інформації та подальшої інтерпретації такої цінності як винагороди. Цей аспект нейробіології може доповнити теорію допитливості у поясненні мотивації дослідницької поведінки.

## Роль неврологічних аспектів та структур
Хоча феномен допитливості добре відомий, його першопричини не дуже вивчені за межами теорій. Нещодавні дослідження однак надали деяке уявлення про неврологічні механізми, з яких складається так званий «шлях винагород», який може впливати на такі характеристики, пов'язані з допитливістю, навчанням, пам'яттю та мотивацією. З огляду на складну природу допитливості, дослідження, яке фокусується на окремих нервових процесах з такими характеристиками, може допомогти краще зрозуміти феномен допитливості в цілому. Далі наведені характеристики допитливості та їх зв'язок з нервовими аспектами, які можуть були важливими у створенні дослідницької поведінки:

### Мотивація та винагорода

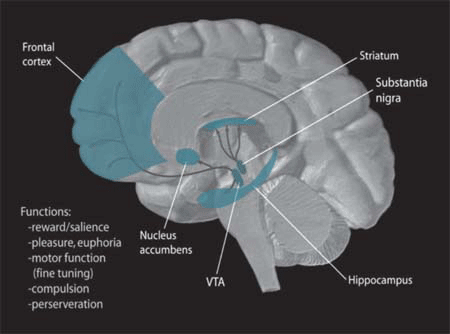
Шлях дофаміну у мозку

Прагнення отримати нову інформацію чи виконати якусь дію часто ініціюється очікуванням винагороди. Цим концепти мотивації та винагороди природним чином пов'язані з поняттям допитливості.
Ця ідея винагороди визначається як позитивне підсилення дії, яка спонукає певну поведінку, шляхом використання емоційних відчуттів полегшення, приємності чи задоволення, які корелюють зі щастям. Багато ділянок мозку працюють разом для обробки винагороди у форматі, який називається «шлях винагороди». На цьому шляху багато нейромедіаторів мають роль у активації відчуття винагороди — включно з дофаміном, серотоніном та опіоїдними речовинами.
Дофамін пов'язаний з допитливістю, оскільки він відповідальний за призначення та підтримку значень винагороди за отриману інформацію. Дослідження вказують на те, що більша кількість дофаміну виділяється, коли винагорода невідома, а стимул незнайомий, у порівнянні з кількістю при знайомому стимулі.

#### Прилегле ядро
Прилегле ядро — це згусток нейронів, який є важливим для активації шляху винагород, і відповідно допитливості. Викид дофаміну відбувається у відповідь на новий або захоплюючий стимул. У дитинстві та юності дофамін викидається швидше, стимулюючи допитливість та дослідницьку поведінку, важливі для розвитку і навчання.
Крім того, прилегле ядро може випускати опіоїди, які викликають сенсорне відчуття задоволення або вподобання, що допомагає оцінити незнайому ситуацію чи оточення та надати цінності новому об'єкту. Ці процеси бажання та вподобання обидва відіграють роль у активації системи винагород мозку і, можливо, у стимуляції схильності до допитливості та пошуку інформації.

#### Хвостате ядро
Хвостате ядро — ділянка мозку, яка сильно реагує на дофамін, і є іншим компонентом шляху винагород. Дослідження вказують  на те, що роль хвостатого ядра полягає у передбаченні та очікуванні можливості винагороди за дослідницьку поведінку та отриману інформацію, додаючи до факторів допитливості.

#### Передня кора
Певні ділянки передньої кори реагують і на конфлікт, і на збудження, а отже ймовірно підсилюють певні дослідницькі моделі допитливості.

#### Кортизол
Кортизол — хімічна речовина, відома своєю роллю у регуляції стресу, але також може асоціюватись з допитливою чи дослідницькою поведінкою. Результати нещодавніх досліджень впливу кортизолу і допитливості свідчать на користь теорії оптимального збудження. Припускається, що невеликий стрес від сплеску кортизолу стимулює допитливу поведінку, а великий стрес спричиняє реакцію «відповзання».

### Увага
Увага важлива для розуміння допитливості, оскільки прямо корелює зі здатністю людини до селективного фокусу та концентрації на конкретному стимулі в навколишньому середовищі. Оскільки когнітивні та сенсорні ресурси обмежені у знатності розуміти та оцінювати різні стимули, увага допомагає мозку краще сфокусуватись на тому, що він вважає найбільш важливим або таким, що відповідає цим стимулам. Люди мають схильність фокусувати свою енергію на стимулах, які особливо стимулюючі або захопливі. Тим більше уваги отримує стимул, тим частіше енергія та фокус людини буде направлена на цей стимул. Звідси випливає, що людина швидше фокусуватиме увагу на новому або незнайомому стимулі, щоб краще зрозуміти невідоме, ніж на більш знайомому чи повторюваному стимулі.

#### Смугасте тіло
Смугасте тіло, ділянка мозку, яка координує мотивацію з рухом тіла, відіграє роль в увазі та очікуванні винагороди, які обидва важливі у стимуляції допитливості.

#### Передклинна ділянка
Передклинна ділянка півкуль головного мозку (англ. precuneus) — ділянка мозку, відповідальна за увагу, епізодичну пам'ять та візуоспатіальну обробку. Виявлено певну кореляцію між кількістю сірої речовини у цій ділянці та рівнями допитливості та дослідницької поведінки, що може свідчити про вплив щільності цієї ділянки на рівні допитливості.

### Пам'ять та навчання
Пам'ять є важливою у розумінні допитливості: якщо допитливість — це бажання зрозуміти нові або незнайомі стимули, то пам'ять необхідна для визначення, чи цей стимул є незнайомим.
Але допитливість також впливає на пам'ять. Нові стимули, як правило, отримують більше нашої уваги, крім того вони часто мають асоційовану з ними цінність, очікувану винагороду, яку може принести така нова інформація. Сильніші асоціації та більша увага до стимулу ймовірно приведуть до того, що спогад про нього зберігатиметься довше та його буде легше пригадати. А обидва ці елементи (тривалість зберігання та легкість пригадування) сприяють кращому навчанню.

#### Гіпокамп та парагіпокампна звивина
Гіпокамп важливий у формування спогаду та його відтворенні, а тому інструментальний у визначенні новизни різних стимулів. Дослідження припускають, що гіпокамп залучений до утворення мотивації досліджувати заради пізнання.
Парагіпокампна звивина — ділянка сірої речовини, що оточує гіпокамп, нещодавно була визначена залученою до процесу допитливості. Результати дослідження вказують на те, що ця ділянка більше стосується посилення допитливості, ніж первинного її виникнення.

#### Мигдалеподібне тіло
Мигдалеподібне тіло часто асоціюється з емоційною обробкою, особливо з емоцією страху, та з пам'яттю. Припускається, що мигдалеподібне тіло важливе при обробці емоційних реакцій на нові чи неочікувані стимули та початок дослідницької поведінки, і може свідчити про зв'язок стану мигдалеподібного тіла та рівнів допитливості. Однак існування прямої кореляції потребує додаткових досліджень.

## Ранній розвиток
Жан Піаже, один з найбільш впливових дослідників когнітивного розвитку, вважав, що малюки та діти постійно намагаються надати сенсу своїй реальності і це сприяє їх інтелектуальному розвитку. За його теорією, діти розвивають гіпотези, проводять експерименти та коригують гіпотези відповідно до того, що спостерігають. Він був перший, хто якісно та повно задокументував дії дітей та проінтерпретував їх як системні, розраховані зусилля протестувати та пізнати власне оточення.
Загально визнане визначення допитливості у дітей відсутнє. Більшість досліджень допитливості фокусувались на дорослих, а типово використовувані методи самозвітування не можуть бути застосовані при вивченні допитливості у дітей. Допитливість вважається ознакою дорослої людини, а у дітей — зародковою рисою їх погляду на світ.
Дослідницька ж поведінка часто спостерігається у дітей і асоціюється з їх розвитком допитливості. Декілька досліджень вивчають дитячу допитливість шляхом простого спостереження за їх взаємодією з новими та знайомими іграшками.
Було знайдено зв'язок між відчуттям тривожності у дітей та їх допитливістю. В одному з досліджень за участю 111-річних дітей було знайдено негативну кореляцію між допитливістю та психологічною непристосованістю, тобто діти, які більше нервуються у класі, були менш допитливі. Крім того, певні аспекти навчання в класі залежать від допитливості, а отже можуть відчувати вплив нервовості.
Деякі науковці засновувати дослідження допитливості у дітей на тому, чи віддають вони перевагу складному/невідомому, інші — чи віддають перевагу новому.
Дослідники також вивчали зв'язок між реакцією дитини на сюрприз та допитливістю. Було висунуто припущення, що коли діти стикаються з непевністю, вони мотивуються пізнавати далі. Науковці припускають, що реакція дітей на те, що їх очікування не справдились, більше спонукатиме дітей до допитливості, ніж презентація нового чи складного об'єкту.
Існує поширене переконання, що дитяча допитливість страждає під впливом стандартів формальної (шкільної) освіти.
«Діти — природжені науковці. Від першого м'ячика, який вони підкидають, до спостереження за мурахою, що несе крихту хліба, діти використовують наукові засоби —ентузіазм, гіпотези, тести, висновки—для розкриття таємниць світу. Але якимсь чином школярі і студенти втрачають те, що колись було для них природним.».

## Вплив хвороб

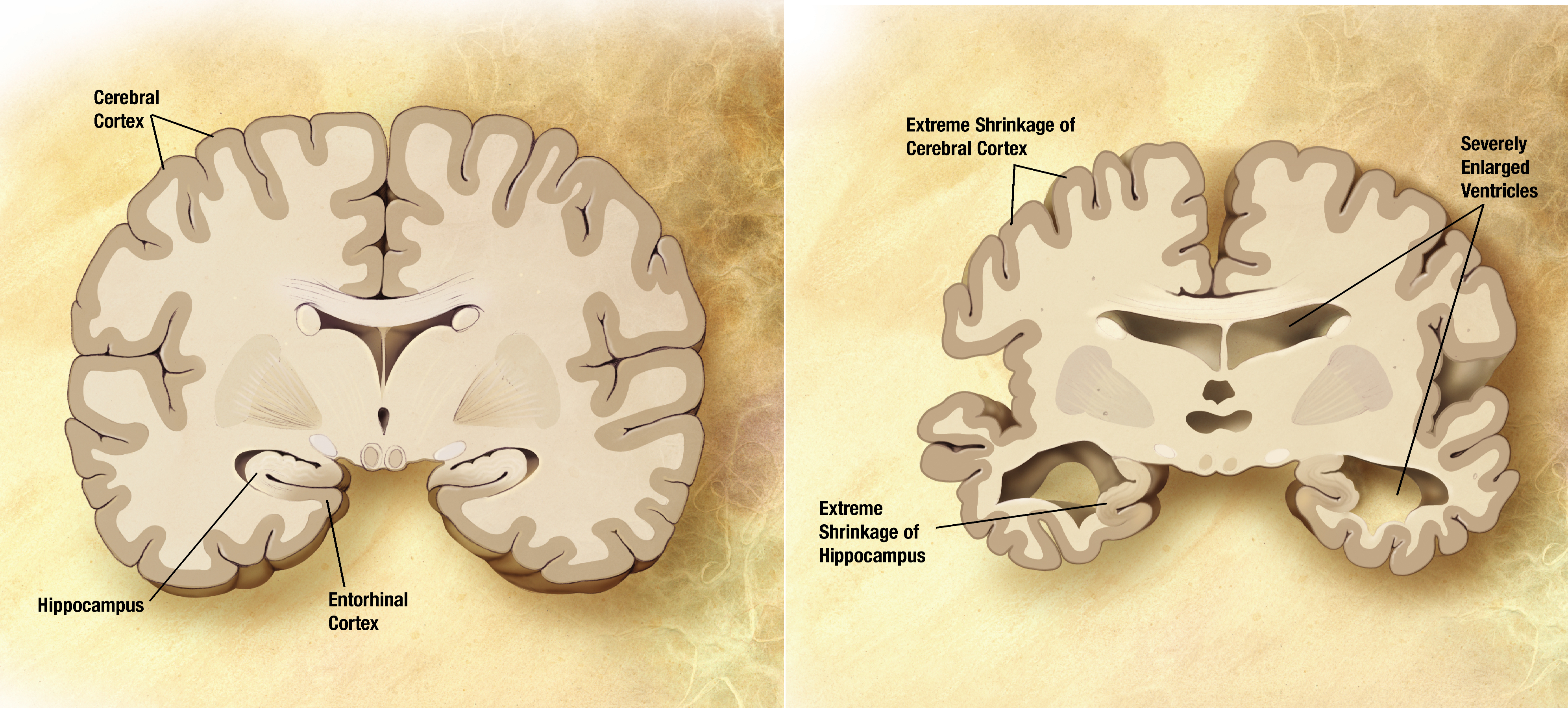
Зліва: звичайний мозок. Справа: мозок хворого на хворобу Альцгеймера. Сильна дегенерація ділянок, пов'язаних з допитливістю

Різні нейродегенеративні хвороби та інші психологічні розлади можуть впливати на різні характеристики допитливості. Наприклад, хвороба Альцгеймера впливає на пам'ять, а депресія — на мотивацію та винагороду. Зацікавленість у нових стимулах та мотивація демонструвати певну дослідницьку поведінку потенційно можуть бути використані як ранні індикатори чи симптоми цих чи інших хвороб, пов'язаних зі зміною поведінки.

## Хвороблива зацікавленість

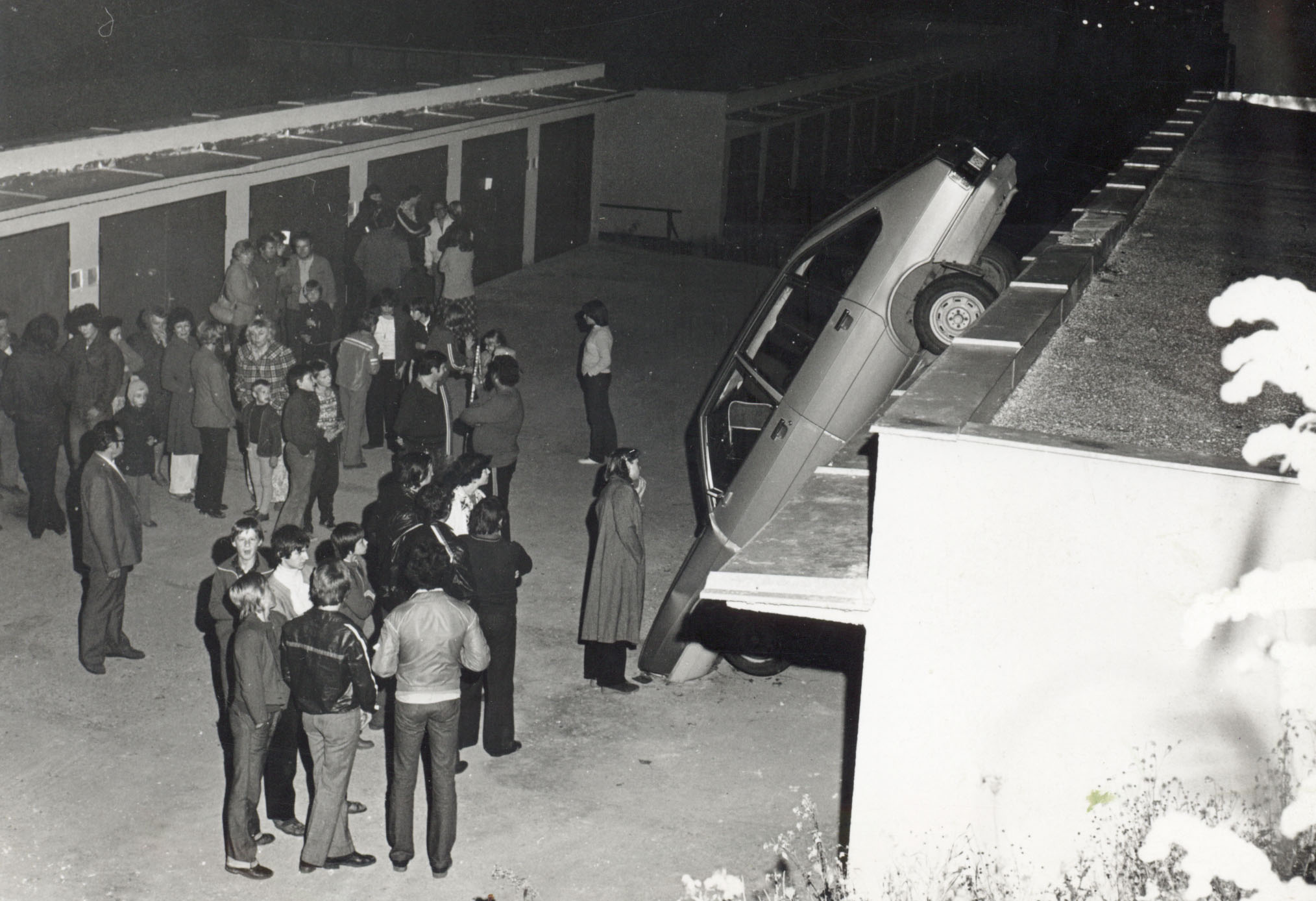
Натовп зібрався довкола місця аварії авто у Чехословаччині, 1980 р.

Хвороблива зацікавленість є перебільшеним проявом таких аспектів допитливості, які фокусування на об'єктах смерті, насильства або іншої події, яка може спричинити фізичну чи моральну шкоду.
Часто описують, що легко виникає звичка до хворобливої зацікавленості. Цей аспект звикання до потреби зрозуміти теми довкола школи, насильства або смерті часто пояснюють необхідністю пов'язати незвичні та складні обставини з власними первинними емоціями або досвідом, що описується як мета-емоції (тобто «емоції про емоції»).

## Допитливість як стан та якість
Існує дві чіткі класифікації типі допитливості — допитливість як стан та допитливість як якість. Вони визначають, походить допитливість зсередини чи ззовні людини. Допитливість як стан є зовнішньою, коли людина цікавиться, чому щось трапляється лише заради цікавості, — наприклад, чому більшість державних закладів починає працювати з 09:00. Цей тип допитливості притаманний більшості людей у щоденній діяльності, оскільки пов'язаний з високими рівнями винагороди. З іншого боку, допитливість як якість притаманна людям, зацікавленим у пізнанні. Наприклад, це може бути спроба нового виду спорту, нової страви чи поїздка у незнайоме раніше місце. Тут допитливість є спонуканням, яке витягає нас з зони комфорту, а страхи — тим, що нас в цих зонах тримає.

## Подальше читання
- Edelman, Susan (Spring 1997). «Curiosity and Exploration [Архівовано 30 грудня 2011 у Wayback Machine.]». California State University, Northridge
- Manguel, Alberto (2015). Curiosity. New Haven, CT: Yale University Press. ISBN 978-0-300-18478-5.